# Lagoa da Fajã de Santo Cristo

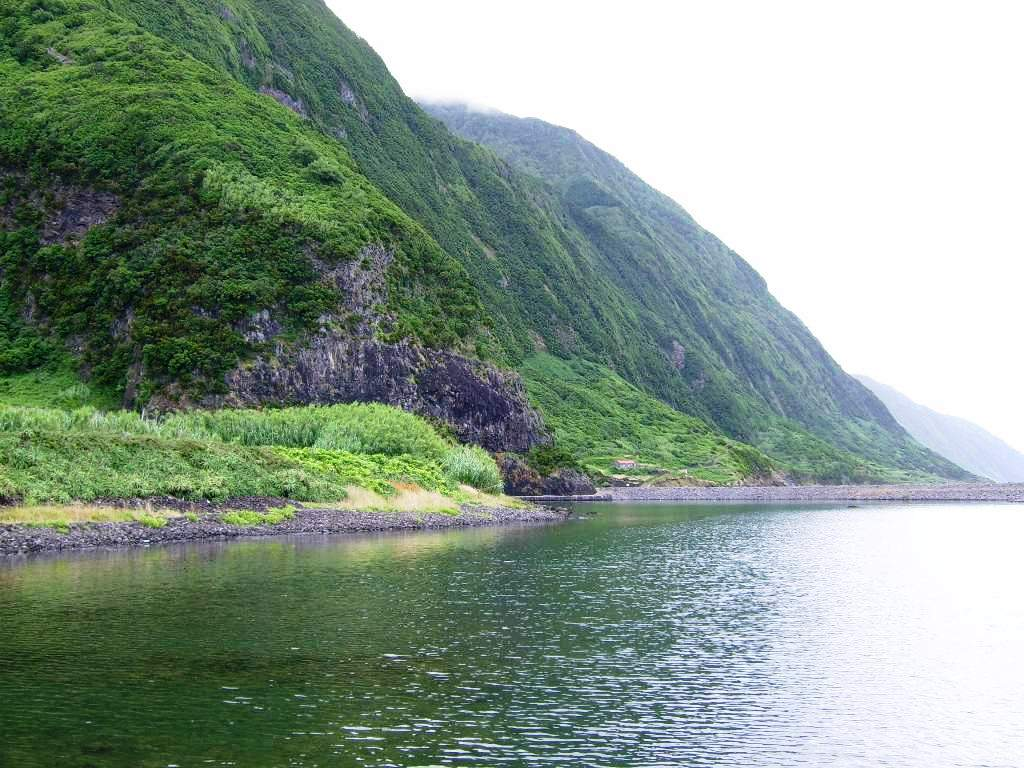
Lagoa da Caldeira de Santo Cristo, ilha de São Jorge

A Lagoa da Fajã de Santo Cristo é possivelmente uma das mais interessantes dos Açores, tanto do ponto de vista paisagístico como do ponto de vista ambiental. Localiza-se na Fajã da Caldeira de Santo Cristo, na ilha de São Jorge.
Esta lagoa, na realidade uma laguna, e a fajã onde se localiza foi em 1984 classificada como reserva natural, pelo Governo Regional dos Açores, especialmente por causa da existência de uma população com interesse comercial de amêijoas da espécie Ruditapes decussatus (a única amêijoa explorada comercialmente nos Açores).
Esta lagoa fica sob uma enorme falésia e foi formada pelo desmoronamento das montanhas da costa norte da ilha que devido a formação geológica da própria ilha, ao assentamento da terras, à abrasão marítima e aos movimentos telúricos e a vulcanismos relativamente recentes do ponto de vista geológico que se conjugaram para o precipitar de grandes quantidades de matérias rochosos das terras mais altas.
Devido ao seu exotismo, é aqui possível fazer o mais famoso circuito pedestre da ilha de São Jorge.
Também nesta lagoa foi construído um cais no interior da mesma para facilitar o varar dos barcos.

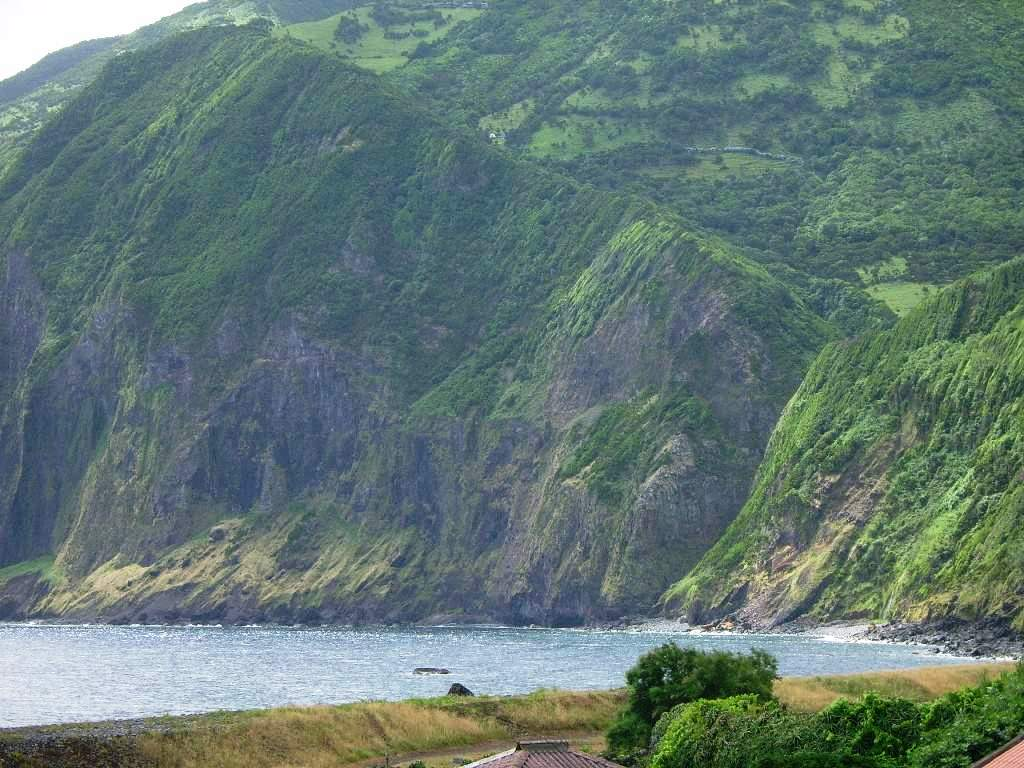
Uma das saídas da Caldeira de Santo Cristo para a Caldeira de cima, Topo, ilha de São Jorge

Com o passar dos séculos e novamente devido a natureza muito viva que assola com grandes temporais toda a costa da ilha de São Jorge voltada a Norte deu-se o entulhamento do canal que ligava a lagoa ao mar, este só há poucos anos é que foi restaurado. É uma lagoa de águas muito quentes devido ao seu relativo afastamento do mar.
Praticamente caso único nos Açores, e tal como a lagoa da Lagoa da Fajã dos Cubres, na Fajã dos Cubres é uma lagoa de água salobra e sujeita às marés que fazem oscilar as suas águas contribuindo para a oxigenação das mesmas.
Muitas espécies de diferentes aves, podem ser observadas neste local, seja de passagem ou residentes: Nidificam aqui o cagarro (Calonectris diomedea), o garajau-rosado (Sterna dougallii) e o garajau-comum (Sterna hirundo), aves que estão protegidas por leis nacionais e internacionais.

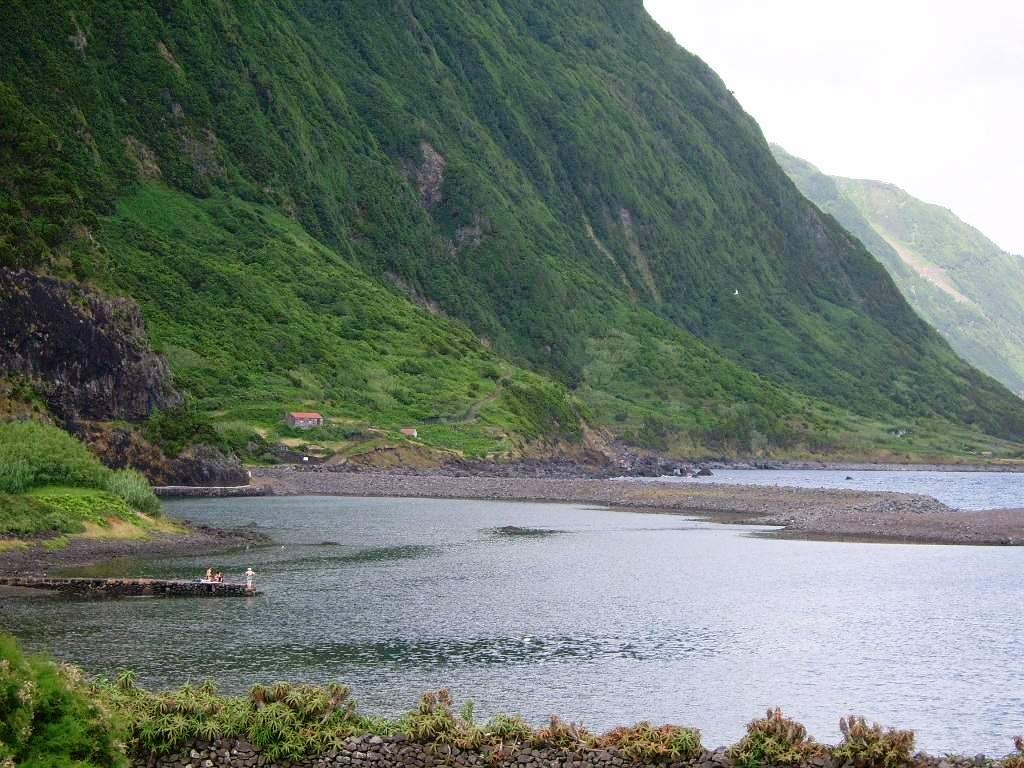
Falésia e parte da Lagoa da Caldeira de Santo Cristo, ilha de São Jorge

Põem em média 1 a 2 ovos em pequenos ninhos, feitos no chão com pedaços de plantas e pequenas pedras e por isso difíceis de ver. Se as colónias forem perturbadas podem os filhotes serem abandonados pelos pais chegando mesmo a morrer de fome.
Aparecem ainda o pato bravo ou mudo, o ganso, o pardal, a lambandeira, o melro, e o estorninho e dezenas de outras aves migratórias que passam pela lagoa a caminho do seu destino.
Relativamente à flora aparece a urze (Erica azorica) endémica dos Açores e a faia-da-terra (Myrica faya Aiton) autóctone dos Açores.
Os principais habitats naturais deste lugar são: praias de calhaus rolados, arribas marinhas e rochedos marinhos.